# Heilige Geesthofje (Naaldwijk)
Het Heilige Geesthofje is een hofje in Naaldwijk. De heer van Naaldwijk, Hendrik IV van Naaldwijk, liet in 1496 in zijn testament opnemen dat een som geld bestemd was voor de inrichting van een huis voor vijf arme oude mannen. Het moest gebouwd worden: op 't erff van de cuer te Naaldwijk langes de kercklaan. Door het kerkelijk armbestuur werd het houten huis later vervangen door vijf kleine huisjes. Frederik Hendrik van Oranje liet, als heer van Naaldwijk, vijftien huisjes bouwen in de vorm van een hofje. Daarvan waren er vijf voor mannen en tien voor vrouwen.
Niet iedereen mocht er wonen. Men moest afkomstig zijn uit 's-Prinsen-heerlijkheden, oftewel heerlijkheden van de prins en men moest behoren tot de Hervormde gemeente. Vanaf 1795 werden er ook mensen van andere gezindten toegelaten.
In 1955 nam de gemeente Naaldwijk het beheer over het hofje over. In 1961 is vervolgens de laatste restauratie gedaan, waarbij woningen zijn samengevoegd. Het oude aantal van vijftien woningen ging naar elf. In 2006 heeft de gemeente het beheer over het hofje overgedragen aan Vereniging Hendrick de Keyser.

## Kapel

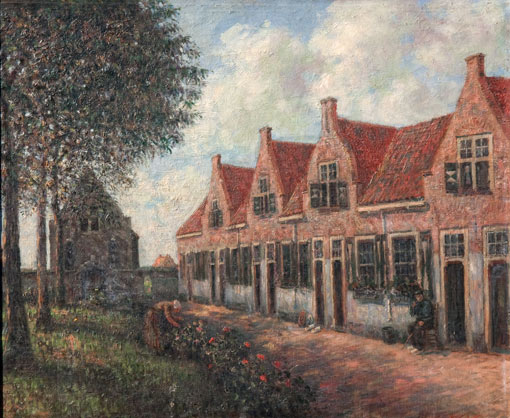
Schilderij door Anton van Teijn

Aan de korte kant tegenover de Oude Kerk staat de kapel. Het is mogelijk dat hier al eerder een kapel heeft gestaan, maar men neemt aan dat de huidige is gebouwd in opdracht van Frederik Hendrik, omdat zijn wapen boven de ingang hangt. De 17e-eeuwse gevel van de kapel sluit goed aan bij de tuitgevels van de huisjes.
In de 18e eeuw werd de kapel niet meer gebruikt voor kerkdiensten, maar ging dienstdoen als werkhuis. In de Franse tijd werd het nog gebruikt als onderkomen voor het krijgsvolk. Aan het begin van de 19e eeuw stond de kapel op de nominatie voor afbraak echter werd de kapel gekocht door de Joodse gemeenschap en ging het tussen 1807 en 1920 verder als synagoge. In 1929 kocht de gemeente Naaldwijk het gebouw en kreeg na een grote restauratie in 1935 een nieuwe functie als museum. Vanaf 1991 fungeert de kapel als trouwzaal van de gemeente.